# 西圣塞巴斯蒂昂
西圣塞巴斯蒂昂是巴西米纳斯吉拉斯州的一个市镇。总面积404.045平方公里，总人口5336人，人口密度13.2人/平方公里。